# Amata Kabua
Amata Kabua (ur. 17 listopada 1928 w Jabor, zm. 20 grudnia 1996 w Honolulu) – pierwszy prezydent Wysp Marshalla od 17 listopada 1979 do 20 grudnia 1996, autor muzyki i słów narodowego hymnu, Forever Marshall Islands, kuzyn Imaty Kabuy.

## Życiorys
Pochodził z rodziny królewskiej Wysp Marshalla.
Ukończył Maunaolu College na Hawajach. Rozpoczął swoją karierę jako nauczyciel w szkole. Następnie został szefem Majuro, a później, po przyznaniu ograniczonej autonomii wyspom, został prezydentem kraju. Starał się udzielić niezależności Wysp Marshalla.
Zmarł po długiej chorobie 20 grudnia 1996 roku na Hawajach. Jest pochowany w swojej rodzinnej posiadłości na Long Island.